# Jost Vacano

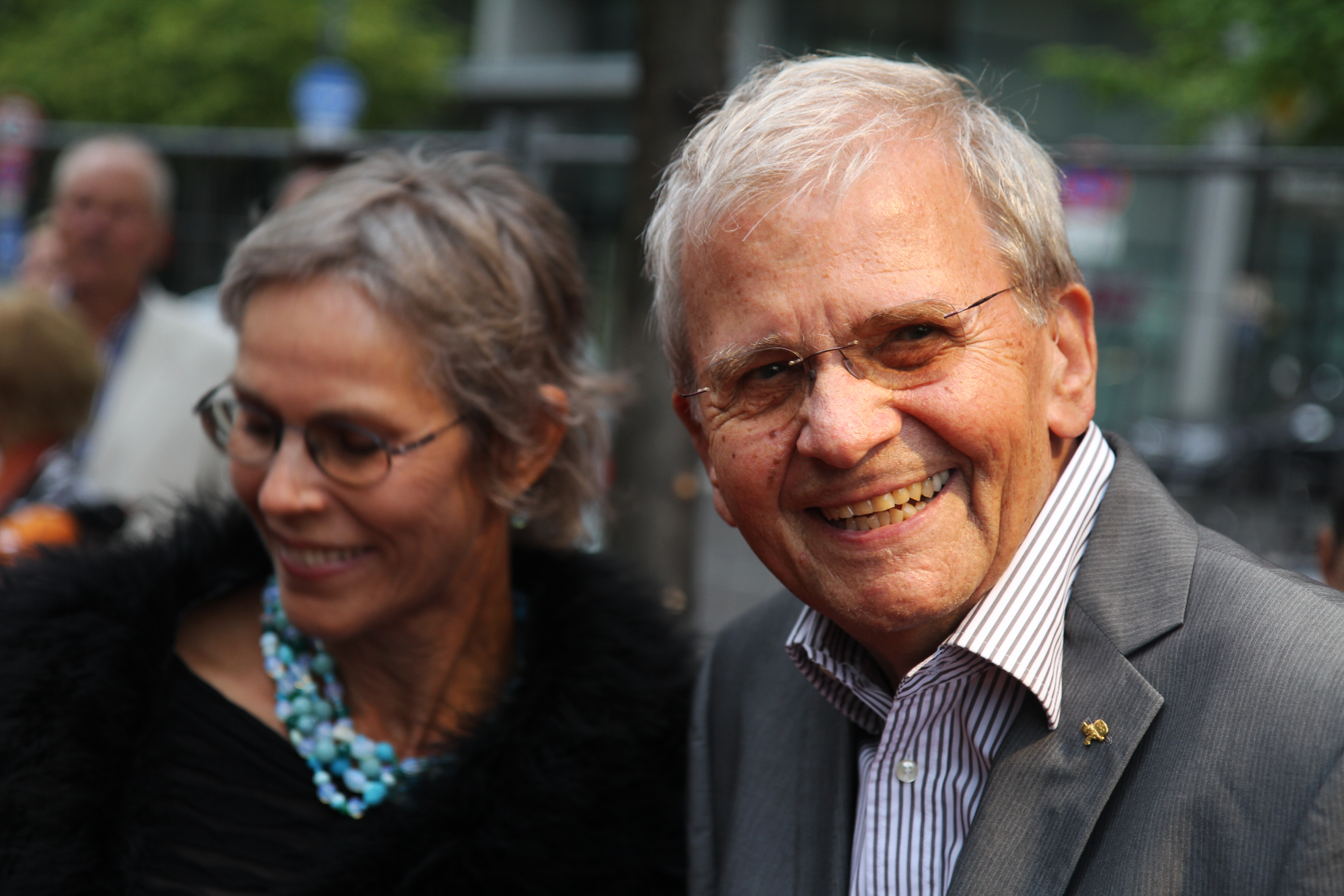
Jost Vacano met zijn vrouw (2011)

Jost Vacano (Osnabrück, 15 maart 1934) is een Duitse cameraman.
Vacano werkt vanaf 1964 als cameraman, aanvankelijk voor televisie en later voor de filmindustrie. In veertig jaar tijd heeft hij ruim 100 films gedraaid. Hij was cameraman bij diverse films van de Nederlandse regisseur Paul Verhoeven, en werd bekend door zijn camerawerk voor de Duitse film Das Boot. Deze draaide hij bijna geheel uit de hand, met een kleine Arriflex-camera voorzien van gyroscopen voor de stabiliteit. Eerder had hij de beroemde tango-scène in Soldaat van Oranje op deze wijze gedraaid.
Voor zijn camerawerk voor Das Boot werd Vacano voor een Oscar genomineerd, voor beste camerawerk. In 2001 werd hij door de Deutscher Kamerapreis Köln tot erecameraman van het jaar benoemd.

## Filmografie
- Die verlorene Ehre der Katharina Blum (1975)
- Soldaat van Oranje (1977)
- Spetters (1980)
- Das Boot (1981)
- Die unendliche Geschichte (1984)
- RoboCop (1987)
- Total Recall (1990)
- Showgirls (1995)
- Starship Troopers (1997)
- Hollow Man (2000)